# Trueno Color
Trueno Color fue el título de una serie de revistas de historietas (o tebeos) de editorial Bruguera que reeditaron, coloreado y remontando, el material de la primera época de El Capitán Trueno. Solían llevar nuevas portadas de Antonio Bernal. El título abarcó las siguientes series:

## Trueno Color 1ª época (1969)
Esta nueva edición de la serie alcanzó los 297 números, con un formato de 30 x 21 cm. y 16 páginas de cómic por entrega. Inicialmente la colección, de periodicidad semanal, estaba diseñada para ofrecer una aventura completa cada tres ejemplares, que posteriormente se reeditaría en álbum, y así se mantuvo hasta su número 33. A partir del número 34 se pasó a formar una aventura completa con cada cuatro ejemplares, secuencia que se mantuvo hasta el final de la colección en 1975.

## Trueno Color Álbum fondo blanco (1969)
Bruguera experimentó con un formato de tapa dura, 28 páginas y 30 x 22 cm., que fue un fracaso.
Cada álbum recopilaba tres ejemplares de la colección semanal «Trueno Color». Salieron 11 álbumes que abarcaron desde el número 1 al 33.

## Trueno Color Álbum fondo rojo (1970)
Repite el mismo formato de la edición anterior, pero cambiando el color de fondo de la portada. Continuaba la colección donde la edición blanca terminó. Cada álbum recopilaba cuatro ejemplares de la colección semanal «Trueno Color». Salieron 8 álbumes que abarcaron desde el número 34 al 65.

## Trueno Color Álbum Trueno - 1ª época (1970)
En 1970, Bruguera lanzó sendas ediciones de "Jabato Color" y "Trueno Color" en álbumes de tapa blanda, 30 x 21 cm. y 48 páginas, con abundantes retoques. Alcanzó alrededor de 36 números.

## Trueno Color 2ª época (1975)
Otros 104 números, con idéntico formato a la primera reedición de 1969.

## Trueno Color Superaventuras Extra - 2ª época (1975)
Mismo formato de 30 x 21 cm.

## Trueno Color Superaventuras Extra - 3ª época (1978)
Mismo formato de 30 x 21 cm.

## Álbum Color El Capitán Trueno (1980)
A pesar de la abundancia de reediciones, esta última de la editorial Bruguera, que mantiene un formato de 27 x 19 cm., llegó a reimprimirse cinco veces en un año.